# Ta (Einheit)
Ta (auch Tas, Teh, Bambu, birmanisch တာ) war ein Längenmaß in Birma und wurde als Bambus/Bambuslänge bekannt.
- 1 Ta = 7 Taongs (Elle) = 3,3959 Meter
- 20 Tas = 1 Oke thapas = 67,918 Meter